# Phrynobatrachus kinangopensis
Phrynobatrachus kinangopensis é uma espécie de anfíbio da família Petropedetidae.
É endémica do Quénia.
Os seus habitats naturais são: florestas subtropicais ou tropicais húmidas de baixa altitude, regiões subtropicais ou tropicais húmidas de alta altitude e campos de gramíneas subtropicais ou tropicais secos de baixa altitude.